# Parc provincial de l'Île Elk
Le parc provincial de l'Île Elk (en anglais : Elk Island Provincial Park) est un parc provincial du Manitoba, désigné comme tel par le gouvernement du Manitoba en 1974. Le parc a une superficie de 10,7 km2.

## Géographie
Le parc provincial de l'Île Elk a une superficie de 1 069 ha. Il comprend l'île Elk, une île du lac Winnipeg, en plus d'un petite péninsule sur sud ce l'île. Le parc est localisé à 100 km au nord-est de Winnipeg et à 29 km au nord du parc provincial de Grand Beach.
L'île comprend une variété de paysages comme des petites lagunes, des plages, les affleurements calcaires et de nombreux débris d'origine glaciaire. Un parie de ses rives comprend une plage de sable blanc accompagnée de nombreux gros blocs rocheux rappelant un jardin de pierre.
L'île est accessible presque uniquement par bateau, sauf quand le niveau du lac est bas où le passage à gué est possible.

## Faune et flore
La végétation du parc est composée de pins gris, d'épinettes de sapins, de peupliers et de frênes noirs.
Quant à la faune, on y rencontre des grèbes, des plongeons, des goélands, des grues du Canada et des pélicans d'Amérique. Les plages servent de lieu de nidification pour le pluvier siffleur.

## Histoire
L'île Elk était l'un des nombreux points d'arrêt situés sur la route de la traite des fourrures qui reliait la rivière Winnipeg et le lac Winnipeg. Elle a été connue sous de nombreux noms, soit : île aux Biches, Isle du Biche, Isle of Hinds, Stag Island et Island of Elk. Au début du XXe siècle, la Victoria Beach Investment Company en fait l’acquisition pour le développement de la villégiature, qui comprenait entre autres des sites de pêche, un ranch à vison et un camp de groupe,.
En 1970, l'île est incluse dans le parc provincial de Grand Beach comme « zone d'environnement primitif ». Le parc provincial de l'île Elk est créé comme un parc à part le 13 août 1974,.

## Activités et services
Le parc n'offre aucun service et l'accès se fait par bateau uniquement. Le camping et les feux de camp sont interdits sur l'île. Pour les activités, il est possible d'y pratiquer la randonnée, le canoë-kayak, la balade sur la plage et la cueillette. L'accès étant difficile, les visiteurs peuvent s'attendre à un haut degré de solitude.